# Dadelfranjehoed
De dadelfranjehoed (Homophron spadiceum) is een schimmelsoort behored tot de familie Psathyrellaceae. Hij komt voor in loof- en gemengde bossen, parken en lanen op voedselrijke en matig voedselrijke bodems. Hij komt voor op loofhout, het meest aan of op de voet van levende bomen. Hij is het meest vermeld bij paardekastanje (Aesculus) en iep (Ulmus). Het is een saprotrofe schimmel, die soms ook parasiet voorkomt op verzwakte bomen. Vruchtlichamen voornamelijk van september tot november.

## Taxonomie
De schimmel werd oorspronkelijk beschreven door de Duitse mycoloog Jacob Christian Schäffer in 1783 als Agaricus spadiceus.

## Kenmerken
Hoed
De hoed heeft een diameter van 3 tot 8 cm. Het is vrij vlezig, aanvankelijk halfbolvormig, dan gewelfd, uiteindelijk helemaal vlak. Het matte oppervlak, heeft geen velumresten. Het is hygrofaan. Het is als het nat is, donkerbruin of chocoladebruin met een roodachtige tint, als het droog is, licht roestig oker.
Steel
De steel heeft een lengte van 4 tot 8 cm en een dikte van 5 tot 13 mm. De steel is cilindrisch (meestal onregelmatig), eerst vol, daarna leeg. Het oppervlak is glanzend, van witachtig tot vlezig bruin, zijdeachtig vezelig.
Lamellen
De lamellen staan dicht bij elkaar en zijn vlezig. De kleur is aanvankelijk witachtig, dan bruin en uiteindelijk grijsbruin tot paarsbruin. De lamelsnedes zijn witachtig.
Geur en smaak
Het vlees is breekbaar, waterig, zonder duidelijke geur en smaak.
Sporenprint
De sporenprint is roodachtige tot roodbruin.

### Microscopische kenmerken
De sporen meten 7,0-10,0 × 4,0-5,5 µm en hebben geen kiempore. De cheilocystidia zijn aan de bovenzijde dikwandig met meestal kleine kristallen aan de top. De pleurocystidia zien er hetzelfde uit als de cheilocystidia.

## Verspreiding
Psathyrella spadicea heeft een groot verspreidingsgebied. Hij komt voor in Noord-Amerika en Europa, en is gerapporteerd in Japan. In Noord-Amerika komt het vaker voor in noordelijke regio's, waaronder Alaska en de Yukon-gebieden, dan verder naar het zuiden. In Nederland komt het vrij zeldzaam voor.

## Foto's

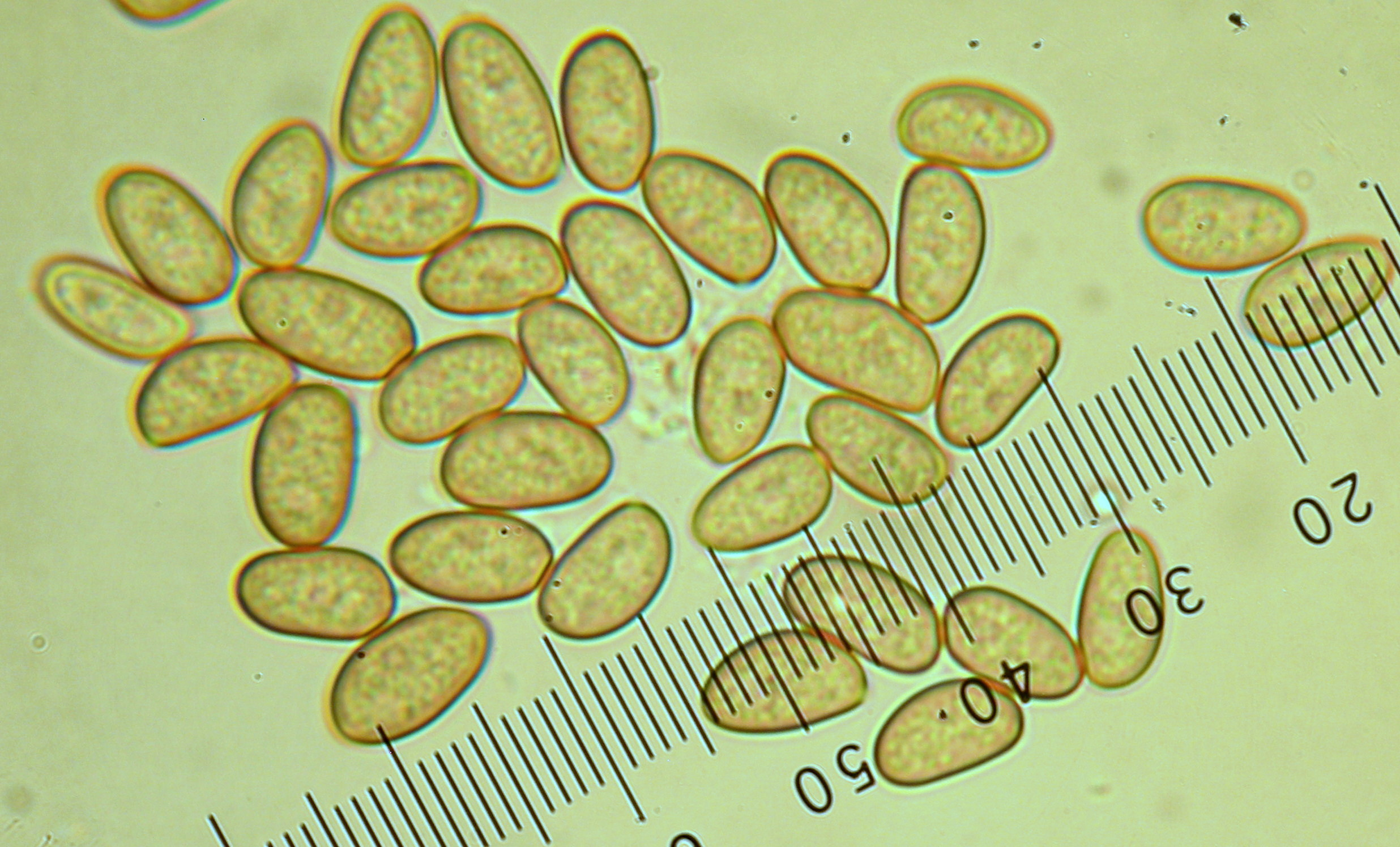
Sporen
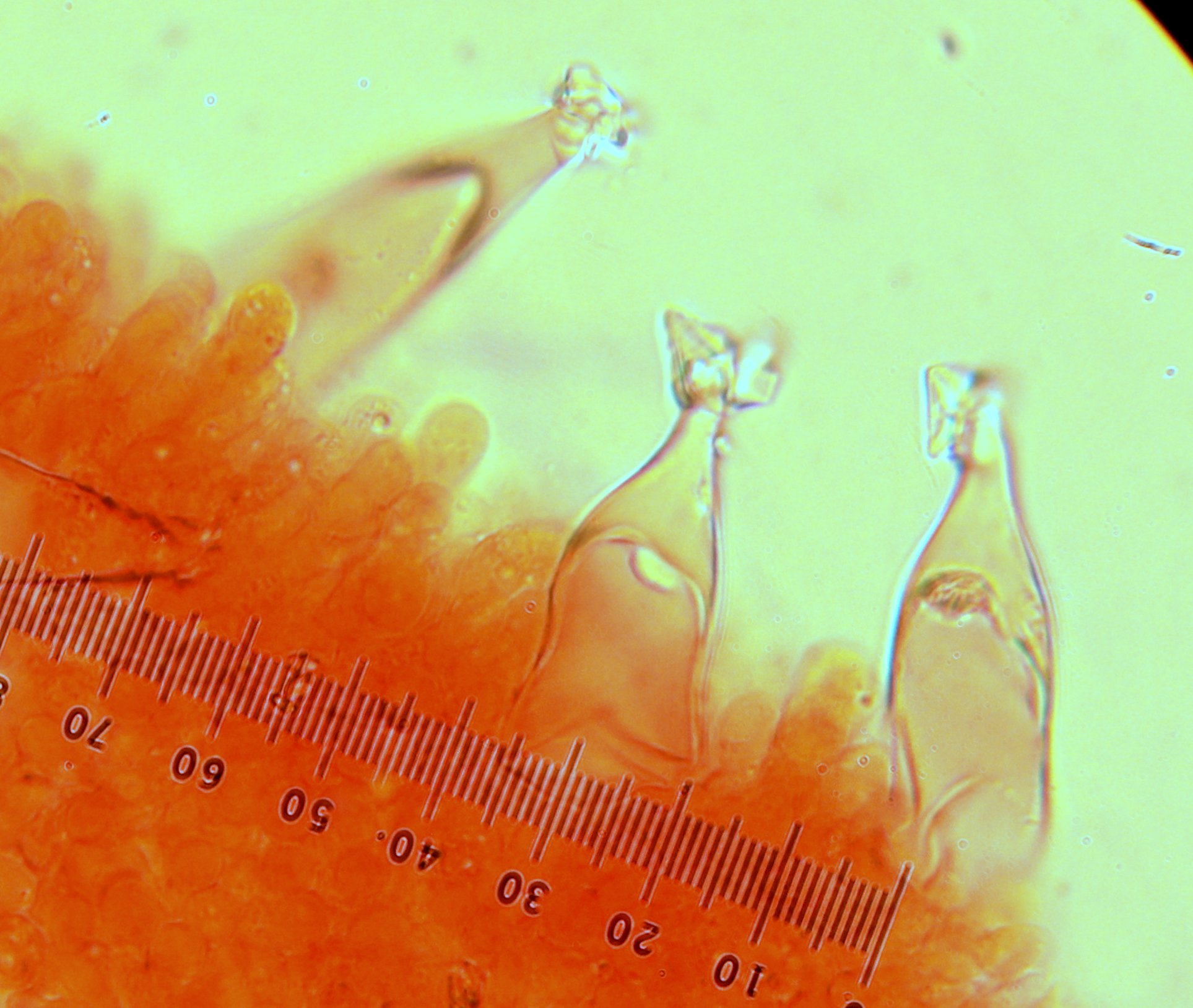
Cystidia
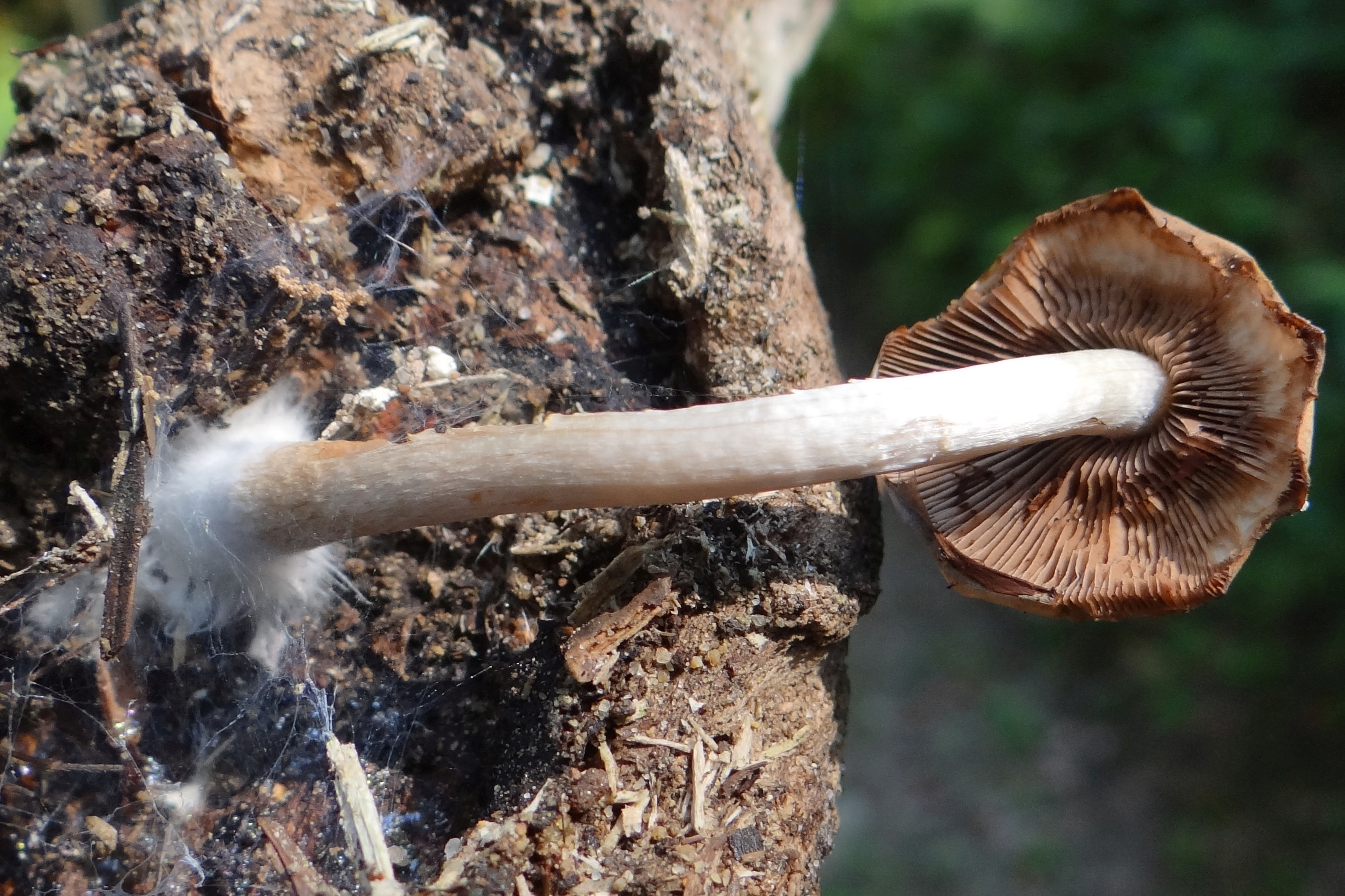
Lamellen
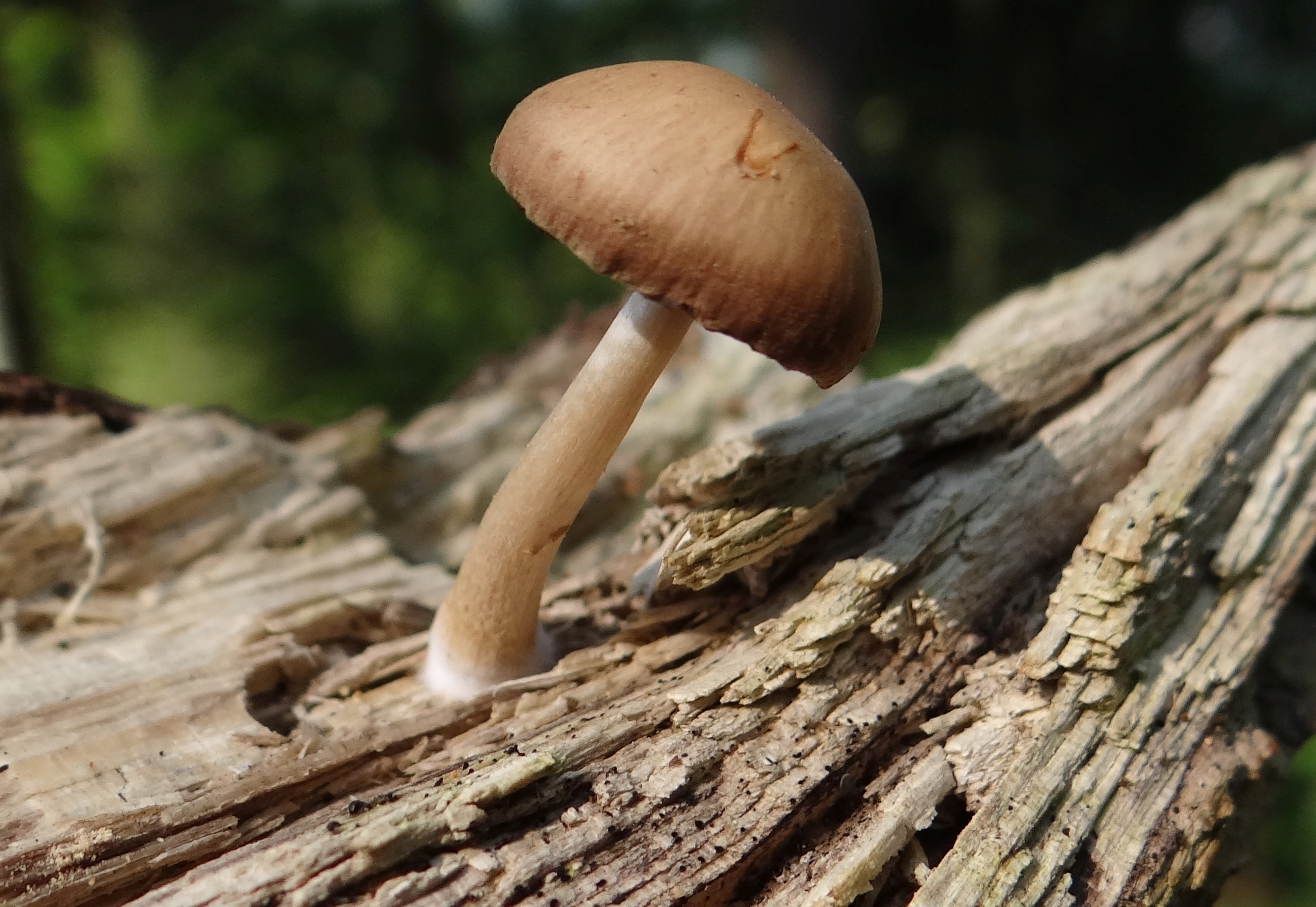
Zijaanzicht
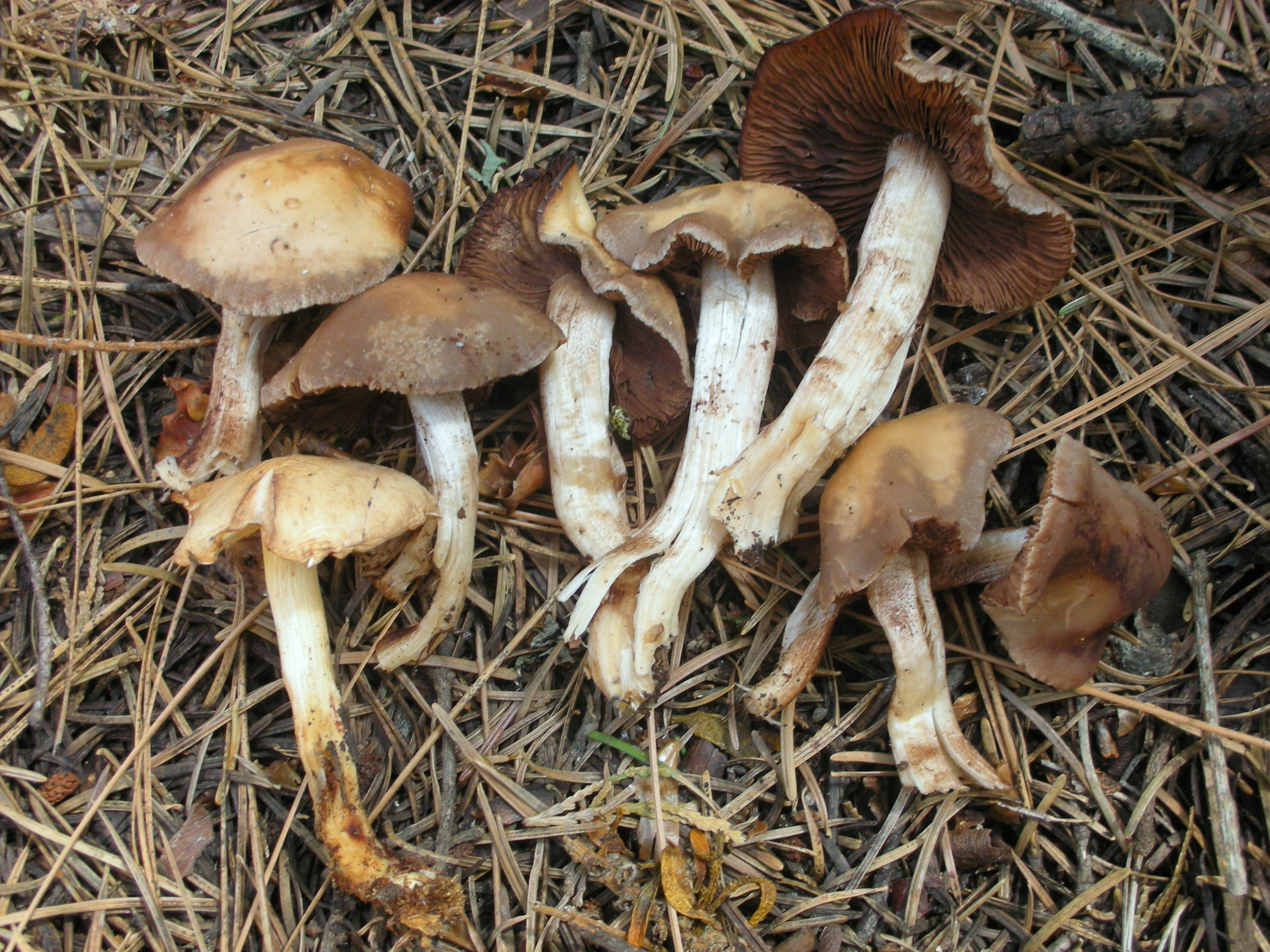
Groepje